# Immingham
Immingham – miasto i civil parish we wschodniej Anglii, w hrabstwie Lincolnshire, w dystrykcie (unitary authority) North East Lincolnshire. Położone jest na południowym wybrzeżu estuarium Humber, ok. 10 km na zachód od Grimsby. W 2011 roku civil parish liczyła 9642 mieszkańców. Immingham zostało wspomniane w Domesday Book (1086) pod nazwą Imungeham/Mingeham.